# Brigitte Minne
Brigitte Minne (Brugge, 16 oktober 1962) is een Vlaams schrijfster van jeugdliteratuur. 
Minne publiceerde een groot aantal kartonboeken, prentenboeken en leesboeken voor kinderen en jongeren. Daarnaast schreef ze scenario's voor onder meer het Vlaamse educatieve jeugdprogramma De Boomhut en leverde ze bijdragen aan diverse tijdschriften, theater- en filmproducties voor kinderen en jongeren. In totaal publiceerde zij ruim 200 verschillende werken.
Een deel van haar boeken werd vertaald en verscheen in het buitenland. Haar werk werd in Vlaanderen maar ook daarbuiten meermaals bekroond, onder meer door de Kinder- en Jeugdjury's van Vlaanderen, Limburg, Nederland en Frankrijk. Voor RoodGeelZwartWit ontving zij in 2002 de Franse Prix d’octogone. Verder ontving ze voor haar werk onder andere de eerste prijs bij de Europese wedstrijd uitwisseling Kortfilm voor kinderen, een White Raven (toegekend door de Internationale Jeugdbibliotheek van München), de Inclusieve Griffel en de Karel Verleyenprijs.
In 2003 schreef Minne En toen kwam Linde, het geschenkboek voor de Vlaamse Jeugdboekenweek, met illustraties van Carll Cneut. 